# فن هولندا
يصف مصطلح الفن الهولندي تاريخ الفنون المرئية في هولندا، بعد انفصال جمهورية هولندا عن فلاندر (بلجيكا). يُغطى تاريخ التصوير المبكر في هذه المنطقة في مقاليّ الرسم (التصوير) الهولندي المبكر والتصوير الهولندي والفلمنكي في عصر النهضة.
يهيمن تصوير العصر الذهبي الهولندي على تاريخ الفن الهولندي، ومعظمه من نحو 1620 حتى 1680، عندما تطور أسلوب مميز للغاية وابتُدعت أنواع جديدة من التصوير، رغم حفاظه على ارتباطه الوثيق بتصوير عصر الباروك الفلمنكي. كان المناخ الفني مشجعًا في المدن الهولندية خلال القرن السابع عشر. على سبيل المثال، أنتِجت في هارلم أكثر من 100,000 لوحة فيما بين عاميّ 1605-1635. كان نسبة امتلاك الأعمال الفنية في المدينة في ذلك الوقت 25% وهو رقم قياسيّ. بعد انتهاء العصر الذهبيّ، ظل إنتاج اللوحات كبيرًا، لكن توقف تأثيره القوي على بقية أوروبا.
يُسمى العديد من المصورين والنحاتين والمعماريين القرن السابع عشر بـ «المعلمين الهولندين»، بينما يشار إلى الفنانين الأوائل عمومًا بأنهم جزءً من «التقليد الهولندي». يشير وصف أو تصنيف عمل فرديّ على أنه من «المدرسة الهولندية» دون مزيد من الإسناد إلى أنه لايمكن التحقق من الفنان صانع العمل.
أعادت مدرسة لاهاي في القرن التاسع عشر تقديم مجموعة مواضيع العصر الذهبي بمفردات معاصرة. وجعلت من الفن الهولندي مرة أخرى قائدًا للتصوير الأوروبي. اشتهرت المساهمة الهولندية في الحركات الفنية المتتالية منذ القرن التاسع عشر بالأعمال الفردية لفينسنت فان جوخ وبيت موندريان، رغم أن كليهما صنع أفضل أعماله خارج هولندا، واستغرق بعض الوقت ليحظى بالتقدير. كان للانطباعية في أمستردام تأثيرًا محليًا بالأساس، لكن حركة دي ستايل، التي كان موندريان عضوًا فيها، كانت مؤثرة في الخارج.

## العصر الذهبي

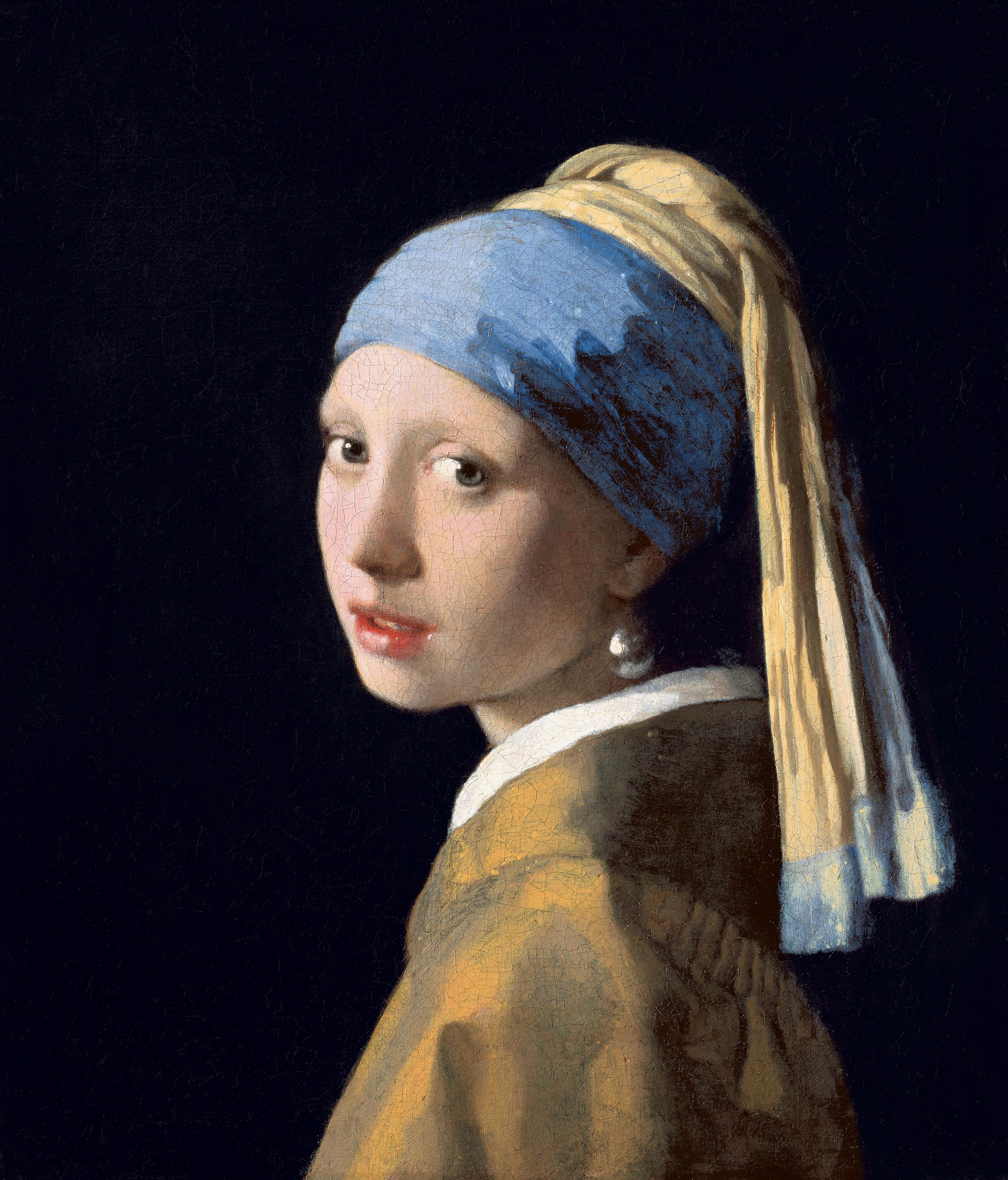
الفتاة ذات القرط اللؤلؤي ليوهانس فيرمير التي تعتبر عادةً أشهر قطعة في الفن الهولندي.

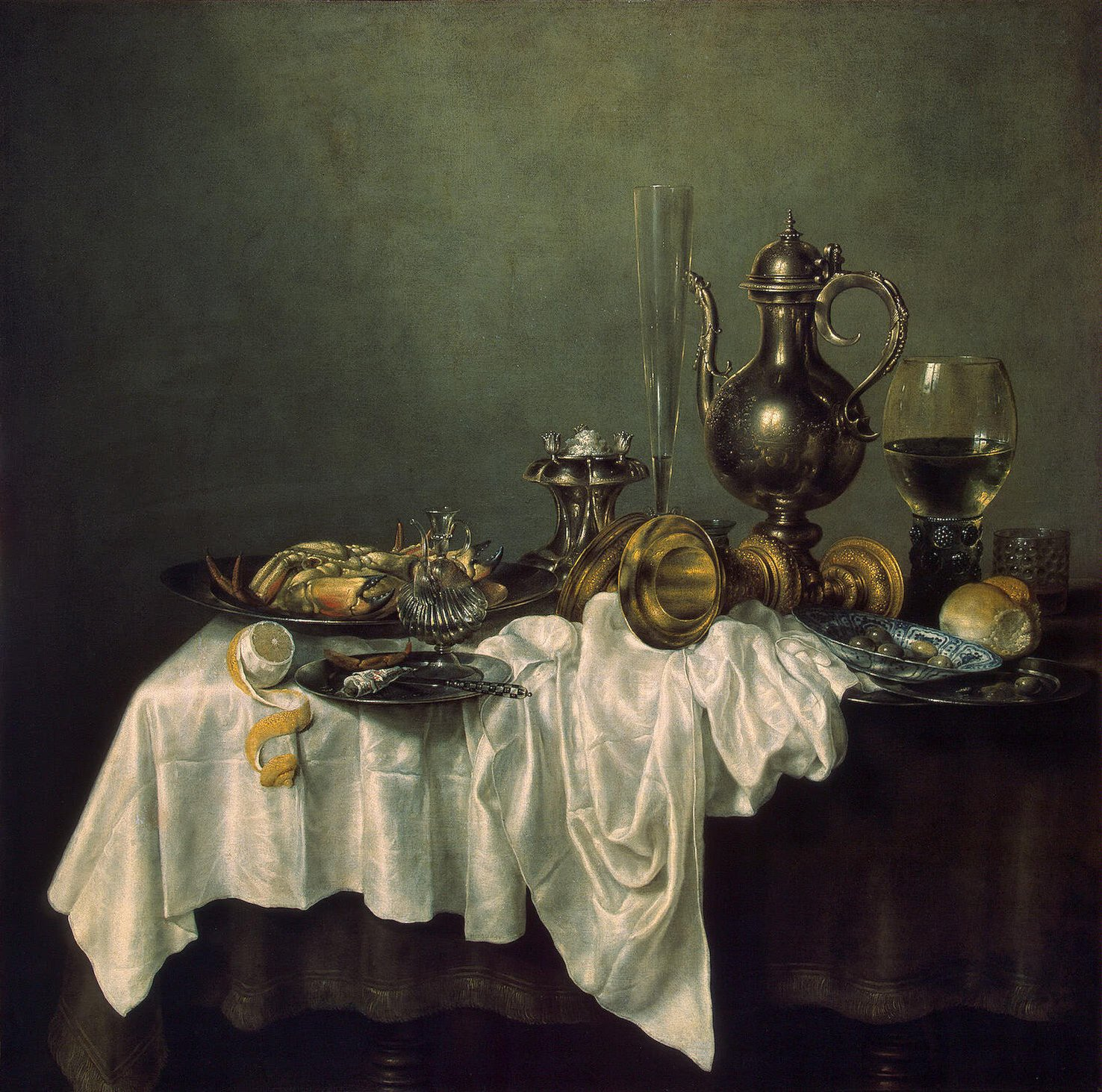
لوحة إفطار مع سلطعون لفيليم كلاسون هيدا (القرن السابع عشر)

كان تصوير العصر الذهبي الهولندي (الرسم الهولندي في العصر الذهبي) بين أكثر أنواع التصوير شهرة في العالم في وقته، خلال القرن السابع عشر. كان هناك إنتاج هائل من اللوحات، لدرجة أن الأسعار انخفضت بشكل خطير خلال هذه الفترة. من عشرينيات القرن السابع عشر، انفصل التصوير الهولنديّ بشكل حاسم عن الباروكية الذي ميزه بيتر بول روبنس في فلاندر المجاورة إلى أسلوب أكثر واقعية في التصوير، ومعنيّ جدًا بالعالم الحقيقي. شملت أنواع اللوحات اللوحات التاريخية، والبورتريه، والمناظر الطبيعية والحضرية، والطبيعة الصامتة، وتصوير الحياة اليومية. في الفئات الأربع الأخيرة من هذه الفئات، أنشأ المصورون الهولنديون أساليبًا اعتمد عليها الفن في أوروبا للقرنين التاليين. غالبًا ما تضمنت اللوحات على معنى أخلاقي. لم يتعافى العصر الذهبي أبدًا من الغزو الفرنسي عام 1671، رغم وجود فترة انحدار استمرت حتى نحو العام 1710.
حاول المصورون الهولنديون، خاصة في المقاطعات الشمالية، إثارة عواطف المشاهد عبر السماح له بأن يكون متفرجًا على مشهد من الألفة العميقة. ازدهر تصوير البورتريه في هولندا في القرن السابع عشر. إذ كلف الأفراد الأثرياء بالعديد من البورتريهات. كما كانت البورتريهات الجماعية تُطلب غالبًا من قبل الأعضاء البارزين في الحرس المدني للمدينة، ومجالس الأمناء والحكام، وغيرهم. غالبًا ما كان كل شخص في المجموعة يدفع لقاء البورتريه الخاص به بشكل منفرد. إذ كان المبلغ الواجب على كل فرد دفعه يتحدد بحسب موقعه في البورتريه الجماعي، فهو يظهر إما من الرأس إلى القدمين بالكامل في المقدمة أو وجهه فقط في الجزء الخلفي من المجموعة. في بعض الأحيان، كان جميع أعضاء المجموعة يدفعون مبالغ متساوية، وهو ما كان يؤدي إلى مشاجرات على الأرجح عندما يحصل بعض الأعضاء على مكان أكثر بروزًا في الصورة من الآخرين. غالبًا ما طُبِقت الاستعارات الرمزية، وفيها تنقل الأشكال المصوَّرة معنى رمزيًا عن الموضوع. أوضحت العديد من لوحات تصوير الحياة اليومية، التي تصور فقط الحياة اليومية ظاهريًا، في الواقع الأمثال والأقوال الهولندية، أو نقلت رسالة أخلاقية، ليس من السهل دائمًا فهم معانيها في الوقت الحاضر. كانت المواضيع المفضلة في المناظر الطبيعية الهولندية هي الكثبان الرملية على طول ساحل البحر الغربي، والأنهار مع مروجها المجاورة الواسعة حيث ترعى الماشية، وغالبًا مع سيلويت للمدينة من بعيد.
أسس رامبرانت بحلول عام 1631 سمعة جيدة لدرجة حصوله على عدة تكليفات ببورتريهات من أمستردام. في نحو عام 1640، أصبح عمله أكثر رصانة، ما يعكس المآسي العائلية التي عانى منها. فاستبدل الحيوية بعاطفة أكثر صدقًا. وأصبح يشتق مشاهد الكتاب المقدس الآن في كثير من الأحيان من العهد الجديد بدلًا من العهد القديم. واحدة من أشهر لوحاته هي دورية الليل، التي اكتملت عام 1642، في ذروة العصر الذهبي لهولندا. كان قد كُلف باللوحة لتعليقها في قاعة الولائم في كلوفينيرشدوليه (قاعة اجتماعات الفرسان) التي كانت قد بُنيت حديثًا في أمستردام.
تحظى أعمال يوهانس فيرمير بالإعجاب لألوانها الشفافة، وتكوينها الدقيق، والاستخدام الرائع للضوء فيها. صوَّر فيرمير غالبًا المشاهد الداخلية المحلية، وحتى لوحتي المناظر الطبيعية المعروفتين له مؤطرتان بنافذة. عادة ما تكون مشاهده الداخلية بورتريهات أو تصوير للحياة اليومية.
تشير مدرسة أوتريخت إلى مجموعة من المصورين النشطين في مدينة أوتريخت بهولندا في الجزء الأول من القرن السابع عشر. والتي كانت جزءًا مما يسمى الباروكية. كانوا جميعًا متأثرين بشدة بكارافاجيو المتوفى لتوه في ذلك الوقت، عام 1610. كانت بامبوتشيانتي مجموعة من مصوري الحياة اليومية الهولنديين النشطين في روما من 1625 حتى 1700، خلال فترة الباروك العالية والمتأخرة. كانت أعمالهم عادةً لوحات صالون صغيرة أو نقوش عن الحياة اليومية، بما في ذلك الفلاحين في مشاهد خلابة.

## القرن التاسع عشر

### مدرسة لاهاي
بحلول القرن التاسع عشر، كانت هولندا متأخرة كثيرًا عن المدارس والميول الفنية الحديثة. فانتقل يوهان بارثولد جونغكيند، الذي ربما يكون أفضل مصور هولندي معروف في النصف الأول من القرن التاسع عشر، بعد حصوله على التعليم الفني في البلاد، إلى فرنسا وقضى معظم حياته في باريس.
في الوقت نفسه، تجاوب الفن الهولندي مع الاتجاهات الواقعية التي كانت تتطور في فرنسا في نفس الوقت تقريبًا. كانت مدرسة لاهاي موجودة في بداية القرن التاسع عشر. وكان من بينهم يوزيف إسرائيلس. أظهر ياكوب ماريس أبشع وأجمل ما في المناظر الطبيعية في هولندا، وأكثر أجواءها ضبابية وأكثرها إشراقًا. يقول تشارلز لويس فيليب زيلكن: «لا يوجد مصور، عبر بشكل أفضل عن التأثيرات الأثيرية، المغمورة في الهواء والضوء الذي يتخلل الضباب الفضي العائم، والتي يسعد بها المصورون، والآفاق النائية المميزة غير الواضحة بسبب الضباب؛ أو مرة أخرى، طقس هولندا الرمادي المضيء مع ذلك».